# Karsten Bredemeier
Karsten Bredemeier (* 1. Februar 1962) ist ein deutscher Management-Berater, Rhetorik-Coach sowie Buchautor.

## Leben
Bredemeier studierte Theologie und wurde 1991 an der Evangelisch-Theologischen Fakultät der Rheinischen Friedrich-Wilhelms-Universität Bonn  zum Dr. der Theologie promoviert. Er war  unter anderem Geschäftsführender Gesellschafter einer deutschen Unternehmensberatungsgruppe. Seit 1990 arbeitet er als freier Management-Berater und Seminar-Trainer. In seinen Seminaren behandelt er Themen wie Rhetorik,  Schlagfertigkeit, Alterozentrierung sowie TV-Auftritte/Moderatoren.

## Veröffentlichungen

### Bücher
- Der Rhetorik-Code: Orientierungsgebend – ergebnissichernd. Orell Füssli, 2007, ISBN 3-280-05241-6.
- Provokative Rhetorik? Schlagfertigkeit! Orell Füssli, 2007, ISBN 3-280-02636-9.
- Schlagfertigkeit. Das Arbeitsbuch. Orell Füssli, 2003, ISBN 3-280-05065-0.
- Schwarze Rhetorik: Macht und Magie der Sprache. Orell Füssli, 2006, ISBN 3-280-05019-7.
- Führungspower – Konzepte für mehr Effizienz. Gabler Verlag, 1994, ISBN 3-409-18724-3.
- Medien-Power. Erfolgreiche Kontakte mit Presse, Funk und Fernsehen. Orell Füssli, 1991, ISBN 3-280-02004-2.
- Der TV-Crashkurs. Orell Füssli, 2000, ISBN 3-280-02658-X.
- Kreaktiv-PR. Bissig, dynamisch, erfolgreich. Orell Füssli, 1997, ISBN 3-280-02367-X.
- mit H. Schlegel: Die Kunst der Visualisierung. Erfolg durch zeitgemäße Präsentation. Orell Füssli, Zürich 1991, ISBN 3-280-02067-0.
- Nie wieder sprachlos! Ihr persönliches Lern- und Übungsbuch für kommunikative Intelligenz. Orell Füssli, 2000, ISBN 3-280-02628-8.
- Projektmanagement von A–Z: Das Handbuch für Praktiker. Campus Verlag, 1996, ISBN 3-593-35593-0.
- Provokatives Verkaufen? GesprächsVerführung! Orell Füssli, 2006, ISBN 3-280-05099-5.

### Hörbücher
- Der Rhetorik-Code: Orientierungsgebend – ergebnissichernd. Radioropa Hörbuch, 2008, ISBN 3-8368-0155-8.
- Schwarze Rhetorik: Macht und Magie der Sprache. Radioropa Hörbuch, 2012, ISBN 3-8368-0670-3.